# Крикливий Віктор Володимирович
Віктор Володимирович Крикливий (квітень 1915, село Підлісний Олексинець, тепер Городоцького району Хмельницької області — 26 вересня 1985, місто Хмельницький) — радянський партійний і комсомольський діяч, 1-й секретар Кам'янець-Подільського обкому ЛКСМУ, секретар Кам'янець-Подільського обкому КП(б)У із кадрів, 1-й секретар Кам'янець-Подільського міського комітету КПУ.

## Біографія
У 1930—1936 роках працював вчителем у Городоцькому та Фельштинському районах Вінницької області.
Закінчив Вінницький педагогічний інститут.
У 1938—1940 роках — завідувач відділу шкільної молоді Кам'янець-Подільського обласного комітету ЛКСМУ, секретар Кам'янець-Подільського обласного комітету ЛКСМУ із пропаганди.
Член ВКП(б) з 1940 року.
22 вересня 1940 — липень 1941 року — 1-й секретар Кам'янець-Подільського обласного комітету ЛКСМУ.
У 1941—1944 роках — помічник начальника політичного управління по комсомолу Народного комісаріату радгоспів СРСР; заступник завідувача відділу пропаганди і агітації ЦК ЛКСМУ.
У 1944 (затверджений в червні 1945) — серпні 1946 року — завідувач організаційно-інструкторського відділу Кам'янець-Подільського обласного комітету КП(б)У.
У серпні 1946 — січні 1949 року — секретар Кам'янець-Подільського обласного комітету КП(б)У із кадрів.
Закінчив Вищу партійну школу при ЦК ВКП(б).
До листопада 1953 року — 1-й секретар Кам'янець-Подільського міського комітету КПУ.
У листопаді 1953 — 31 серпня 1954 року — заступник голови виконавчого комітету Кам'янець-Подільської (Хмельницької) обласної ради депутатів трудящих.
У серпні 1954 — серпні 1957 року — завідувач відділу організованого набору робочої сили Хмельницького облвиконкому.
У серпні 1957 — січні 1966 року — голова Хмельницької обласної планової комісії.
У січні 1966 — березні 1980 року — заступник голови виконавчого комітету Хмельницької обласної ради депутатів трудящих.
З березня 1980 року — персональний пенсіонер союзного значення в місті Хмельницькому.

## Нагороди
- три ордени «Знак Пошани» (23.01.1948,)
- медалі
- Почесна грамота Президії Верховної Ради Української РСР (8.04.1975)